# Pro League 2022-2023
La Jupiler Pro League 2022-2023 è stata la 120ª stagione della massima serie del campionato belga di calcio, sponsorizzata dalla Jupiler per il 29º anno consecutivo, iniziata il 22 luglio 2022 e terminata il 4 giugno 2023 con la quinta affermazione nella storia dell'Anversa.

## Stagione

### Novità
Dalla stagione precedente è retrocesso il Beerschot VA, ultimo classificato; invece dalla Proximus League è promosso il Westerlo, primo classificato.

### Formula
Questo campionato vede sfidarsi i diciotto migliori club del Belgio in una serie di trentaquattro partite giocate durante il campionato. Al termine della stagione regolare le prime otto squadre classificate sono divise in due livelli di play-off in base alla loro classifica. Le prime quattro sono raggruppate nel girone "Play-off I" ed i loro punti vengono dimezzati. Si incontrano di nuovo due volte (in casa e trasferta): la prima classificata alla fine di questo mini-torneo vince il campionato e si qualifica alla fase a gironi della UEFA Champions League 2023-2024; la squadra seconda classificata accede al terzo turno di qualificazione, mentre la terza classificata guadagna l'accesso al terzo turno di qualificazione della UEFA Europa Conference League 2023-2024. Invece le squadre classificate dal quinto all'ottavo posto sono raggruppate nel girone chiamato "Play-off II" ed i loro punti vengono dimezzati. Le squadre si incontrano due volte (una volta in casa e una in trasferta): la prima classificata nel girone sfida la quarta classificata dei "Play-off I": la vincitrice guadagnerà un posto in Europa Conference League. Le ultime tre squadre classificate retrocederanno direttamente in Proximus League in quanto la prossima stagione prevederà 16 partecipanti.

## Squadre partecipanti
| Club                 | Città                    | Stadio                         | Stagione precedente                   |
| -------------------- | ------------------------ | ------------------------------ | ------------------------------------- |
| Anderlecht           | Anderlecht (Bruxelles)   | Stadio Constant Vanden Stock   | 3º posto in Pro League                |
| Anversa              | Anversa                  | Bosuilstadion                  | 4º posto in Pro League                |
| Cercle Bruges        | Bruges                   | Stadio Jan Breydel             | 10º posto in Pro League               |
| Charleroi            | Charleroi                | Stade du Pays de Charleroi     | 7º posto in Pro League                |
| Club Bruges          | Bruges                   | Stadio Jan Breydel             | 1º posto in Pro League                |
| Eupen                | Eupen                    | Kehrwegstadion                 | 15º posto in Pro League               |
| Genk                 | Genk                     | Luminus Arena                  | 6º posto in Pro League                |
| Gent                 | Gand                     | Ghelamco Arena                 | 5º posto in Pro League                |
| Kortrijk             | Courtrai                 | Guldensporenstadion            | 13º posto in Pro League               |
| Malines              | Malines                  | Argosstadion Achter de Kazerne | 5º posto in Pro League                |
| OH Lovanio           | Lovanio                  | Den Dreef                      | 11º posto in Pro League               |
| Ostenda              | Ostenda                  | Versluys Arena                 | 12º posto in Pro League               |
| Seraing              | Seraing                  | Stade du Pairay                | 17º posto in Pro League               |
| Sint-Truiden         | Sint-Truiden             | Stayen                         | 9º posto in Pro League                |
| Standard Liegi       | Liegi                    | Sclessin Stadion               | 14º posto in Pro League               |
| Union Saint-Gilloise | Saint-Gilles (Bruxelles) | Stade Joseph Marien            | 2º posto in Pro League                |
| Westerlo             | Westerlo                 | Het Kuipje                     | 1º posto in Proximus League, promosso |
| Zulte Waregem        | Waregem                  | Regenboogstadion               | 16º posto in Pro League               |

## Allenatori e primatisti
| Squadra              | Allenatore                                                         | Calciatore più presente                                            | Cannoniere                                      |
| -------------------- | ------------------------------------------------------------------ | ------------------------------------------------------------------ | ----------------------------------------------- |
| Anderlecht           | Felice Mazzù (1-9) Robin Veldman (14-18) Brian Riemer (19-)        | Zeno Debast (34)                                                   | Islam Slimani (8)                               |
| Anversa              | Mark van Bommel                                                    | Jean Butez (34)                                                    | Vincent Janssen (16)                            |
| Cercle Bruges        | Dominik Thalhammer (1-9) Miron Muslic (10-)                        | Dino Hotić Ayase Ueda (34)                                         | Ayase Ueda (18)                                 |
| Charleroi            | Edward Still (1-18) Felice Mazzù (19-)                             | Isaac Mbenza (34)                                                  | Daan Heymans (6)                                |
| Club Brugge          | Carl Hoefkens (1-18) Scott Parker (19-28) Rik De Mil (29-)         | Hans Vanaken, Simon Mignolet (34)                                  | Ferran Jutglà (13)                              |
| Eupen                | Bernd Storck (1-12) Kristoffer Andersen (12-18) Edward Still (19-) | Jason Davidson Yentl Van Genechten Konan N'Dri (33)                | Konan N'Dri (7), Stef Peeters (7)               |
| Genk                 | Wouter Vrancken                                                    | Patrik Hrošovský Mike Trésor Ndayishimiye Maarten Vandevoordt (34) | Paul Onuachu (16)                               |
| Gent                 | Hein Vanhaezebrouck                                                | Hugo Cuypers (33)                                                  | Hugo Cuypers (20)                               |
| Kortrijk             | Karim Belhocine (1-6) Adnan Čustović (7-18) Bernd Storck (19-)     | Tsuyoshi Watanabe (34)                                             | Faïz Selemani (8)                               |
| Malines              | Danny Buijs                                                        | Geoffry Hairemans (33)                                             | Geoffry Hairemans (9)                           |
| OH Lovanio           | Marc Brys                                                          | Valentin Cojocaru Casper De Norre Musa Al-Taamari (34)             | Mario González (13)                             |
| Ostenda              | Yves Vanderhaeghe                                                  | Nick Bätzner Anton Tanghe Tatsuhiro Sakamoto (30)                  | Fraser Hornby (8)                               |
| Seraing              | José Jeunechamps (1-17) Jean-Sébastien Legros (18-)                | Junior Sambu Sambou Sissoko (32)                                   | Marius (11)                                     |
| Sint-Truiden         | Bernd Hollerbach                                                   | Daiki Hashioka (32)                                                | Gianni Bruno (18)                               |
| Standard Liegi       | Ronny Deila                                                        | Arnaud Bodart (34)                                                 | Philip Zinckernagel (9)                         |
| Union Saint-Gilloise | Karel Geraerts                                                     | Anthony Moris (34)                                                 | Simon Adingra (11)                              |
| Westerlo             | Jonas De Roeck                                                     | Maxim De Cuyper Sinan Bolat (33)                                   | Lyle Foster, Maxim De Cuyper, Nene Dorgeles (8) |
| Zulte Waregem        | Mbaye Leye                                                         | Alieu Fadera (33)                                                  | Zinho Gano (12)                                 |

## Stagione regolare

### Classifica finale
|  | Pos. | Squadra              | Pt | G  | V  | N  | P  | GF | GS | DR  |
|  | ---- | -------------------- | -- | -- | -- | -- | -- | -- | -- | --- |
|  | 1.   | Genk                 | 75 | 34 | 23 | 6  | 5  | 78 | 37 | +41 |
|  | 2.   | Union Saint-Gilloise | 75 | 34 | 23 | 6  | 5  | 70 | 41 | +29 |
|  | 3.   | Anversa              | 72 | 34 | 22 | 6  | 6  | 59 | 26 | +33 |
|  | 4.   | Club Bruges          | 59 | 34 | 16 | 11 | 7  | 61 | 36 | +25 |
|  | 5.   | Gent                 | 56 | 34 | 16 | 8  | 10 | 64 | 38 | +26 |
|  | 6.   | Standard Liegi       | 55 | 34 | 16 | 7  | 11 | 56 | 46 | +10 |
|  | 7.   | Westerlo             | 53 | 34 | 14 | 9  | 11 | 61 | 53 | +8  |
|  | 8.   | Cercle Bruges        | 50 | 34 | 13 | 11 | 10 | 50 | 46 | +4  |
|  | 9.   | OH Lovanio           | 48 | 34 | 13 | 9  | 12 | 56 | 48 | +8  |
|  | 10.  | Charleroi            | 48 | 34 | 14 | 6  | 14 | 45 | 52 | -7  |
|  | 11.  | Anderlecht           | 46 | 34 | 13 | 7  | 14 | 50 | 44 | +6  |
|  | 12.  | Sint-Truiden         | 42 | 34 | 11 | 9  | 14 | 37 | 40 | -3  |
|  | 13.  | Malines              | 40 | 34 | 11 | 7  | 16 | 49 | 63 | -14 |
|  | 14.  | Kortrijk             | 31 | 34 | 8  | 7  | 19 | 37 | 61 | -24 |
|  | 15.  | Eupen                | 28 | 34 | 7  | 7  | 20 | 40 | 75 | -35 |
|  | 16.  | Ostenda              | 27 | 34 | 7  | 6  | 21 | 37 | 76 | -39 |
|  | 17.  | Zulte Waregem        | 27 | 34 | 6  | 9  | 19 | 50 | 78 | -28 |
|  | 18.  | Seraing              | 20 | 34 | 5  | 5  | 24 | 28 | 68 | -40 |

Legenda:
      Ammesse ai Play-off 1
      Ammesse ai Play-off 2
      Retrocessa in 1B Pro League 2023-2024
Regolamento:
Tre punti per la vittoria, uno per il pareggio, zero per la sconfitta.
La classifica viene stilata secondo i seguenti criteri:
- Punti conquistati
- Partite vinte
- Differenza reti generale
- Reti totali realizzate
- Reti realizzate fuori casa
- Partite vinte in trasferta
- Spareggio

### Risultati
|                      | And  | Anv  | CeB     | Cha     | ClB     | Eup     | Gnk     | Gnt     | Kor     | Mal     | OHL     | Ost     | Ser     | STr     | StL     | USG     | Wes     | ZWa     |
| -------------------- | ---- | ---- | ------- | ------- | ------- | ------- | ------- | ------- | ------- | ------- | ------- | ------- | ------- | ------- | ------- | ------- | ------- | ------- |
| Anderlecht           | –––– | 0-0  | 2-0     | 0-1     | 0-1     | 4-2     | 0-2     | 0-1     | 4-1     | 2-3     | 2-2     | 2-0     | 3-1     | 3-1     | 2-2     | 1-3     | 0-0     | 2-3     |
| Anversa              | 0-0  | –––– | 2-1     | 0-1     | 0-0     | 2-0     | 1-3     | 2-0     | 1-0     | 5-0     | 4-2     | 3-0     | 2-1     | 2-0     | 4-1     | 4-2     | 3-0     | 1-0     |
| Cercle Bruges        | 1-0  | 0-2  | –––– \| | 4-1     | 2-2     | 5-1     | 1-1     | 3-2     | 2-0     | 0-0     | 2-1     | 2-2     | 3-1     | 3-1     | 1-1     | 1-1     | 0-1     | 1-1     |
| Charleroi            | 0-1  | 1-0  | 2-1     | –––– \| | 1-3     | 3-1     | 2-2     | 2-1     | 2-2     | 0-5     | 0-1     | 1-3     | 3-0     | 1-0     | 0-1     | 0-1     | 2-3     | 3-2     |
| Club Bruges          | 1-1  | 2-2  | 4-0     | 2-2     | –––– \| | 7-0     | 3-2     | 2-0     | 2-1     | 3-0     | 1-1     | 4-2     | 2-0     | 3-0     | 2-0     | 1-1     | 0-2     | 1-1     |
| Eupen                | 0-1  | 0-1  | 2-2     | 1-1     | 2-1     | –––– \| | 1-1     | 0-4     | 0-1     | 2-1     | 4-2     | 4-4     | 1-3     | 0-2     | 2-0     | 1-2     | 1-1     | 1-5     |
| Genk                 | 5-2  | 0-1  | 2-1     | 4-1     | 3-1     | 4-2     | –––– \| | 1-0     | 2-1     | 3-1     | 2-1     | 3-0     | 4-0     | 0-0     | 0-0     | 1-2     | 6-1     | 1-0     |
| Gent                 | 1-0  | 1-2  | 3-4     | 0-0     | 2-0     | 3-0     | 2-3     | –––– \| | 2-1     | 3-0     | 2-0     | 3-0     | 2-1     | 1-1     | 0-0     | 1-1     | 2-1     | 2-0     |
| Kortrijk             | 2-2  | 2-1  | 1-1     | 0-1     | 1-0     | 0-0     | 1-0     | 0-4     | –––– \| | 1-4     | 0-2     | 2-2     | 3-2     | 0-0     | 0-1     | 2-4     | 0-2     | 1-3     |
| Malines              | 1-3  | 0-2  | 1-1     | 2-2     | 0-3     | 2-1     | 2-2     | 1-1     | 3-2     | –––– \| | 0-0     | 2-1     | 2-3     | 1-0     | 2-0     | 3-0     | 5-4     | 2-2     |
| OH Lovanio           | 0-2  | 1-1  | 0-0     | 3-2     | 0-3     | 1-1     | 0-1     | 1-1     | 2-3     | 4-1     | –––– \| | 2-1     | 5-0     | 1-1     | 3-2     | 0-3     | 2-0     | 4-2     |
| Ostenda              | 0-2  | 0-3  | 1-2     | 0-0     | 3-0     | 1-0     | 1-2     | 1-3     | 3-1     | 2-1     | 0-4     | –––– \| | 1-2     | 0-1     | 1-3     | 1-6     | 1-2     | 2-1     |
| Seraing              | 0-1  | 0-2  | 0-1     | 0-1     | 0-2     | 0-1     | 0-4     | 0-5     | 0-1     | 0-2     | 2-1     | 1-1     | –––– \| | 1-2     | 1-1     | 1-2     | 1-1     | 1-1     |
| Sint-Truiden         | 0-3  | 0-1  | 0-1     | 2-1     | 1-1     | 0-1     | 2-2     | 0-3     | 1-0     | 3-1     | 0-0     | 5-0     | 2-1     | –––– \| | 1-2     | 1-1     | 0-1     | 2-0     |
| Standard Liegi       | 3-1  | 3-0  | 2-0     | 3-1     | 3-0     | 3-1     | 2-0     | 2-2     | 0-2     | 2-0     | 1-3     | 1-0     | 0-2     | 1-1     | –––– \| | 2-3     | 2-0     | 2-2     |
| Union Saint-Gilloise | 2-1  | 2-0  | 2-1     | 1-0     | 2-2     | 2-1     | 1-2     | 2-0     | 2-1     | 2-1     | 1-0     | 3-0     | 2-1     | 2-1     | 2-4     | –––– \| | 1-1     | 4-0     |
| Westerlo             | 2-1  | 3-3  | 2-0     | 2-3     | 2-0     | 0-1     | 2-3     | 3-3     | 3-1     | 2-0     | 1-2     | 6-0     | 2-2     | 2-3     | 4-2     | 4-2     | –––– \| | 2-0     |
| Zulte Waregem        | 3-2  | 0-2  | 2-3     | 1-3     | 1-2     | 5-5     | 1-4     | 2-6     | 3-3     | 2-0     | 2-5     | 1-1     | 2-0     | 0-3     | 0-3     | 1-3     | 1-1     | –––– \| |

## Seconda fase
Le squadre cominciano la seconda fase con i punti, conquistati nella stagione regolare, dimezzati.

### Play-off I

#### Classifica
|                   | Pos. | Squadra              | Pt | G | V | N | P | GF | GS | DR |
| ----------------- | ---- | -------------------- | -- | - | - | - | - | -- | -- | -- |
| Belgio (bandiera) | 1.   | Anversa              | 47 | 6 | 3 | 2 | 1 | 10 | 8  | +2 |
|                   | 2.   | Genk                 | 46 | 6 | 2 | 2 | 2 | 10 | 10 | 0  |
|                   | 3.   | Union Saint-Gilloise | 46 | 6 | 2 | 2 | 2 | 8  | 8  | 0  |
|                   | 4.   | Club Bruges          | 36 | 6 | 2 | 0 | 4 | 10 | 12 | -2 |

Legenda:
      Campione del Belgio e ammessa alla UEFA Champions League 2023-2024 (Play-off)
      Ammessa alla UEFA Champions League 2023-2024 (2º turno prel.)
      Ammessa alla UEFA Europa League 2023-2024 (Play-off)
 Ammessa alla UEFA Europa Conference League 2023-2024 (2º turno prel.)
Regolamento:
Tre punti per la vittoria, uno per il pareggio, zero per la sconfitta.
La classifica viene stilata secondo i seguenti criteri:
- Punti conquistati
- Partite vinte
- Differenza reti generale
- Reti totali realizzate
- Reti realizzate fuori casa
- Partite vinte in trasferta
- Spareggio

#### Risultati
|                      | Anv  | ClB     | Gnk     | USG     |
| -------------------- | ---- | ------- | ------- | ------- |
| Anversa              | –––– | 3-2     | 2-1     | 1-1     |
| Club Bruges          | 2-0  | –––– \| | 1-3     | 1-2     |
| Genk                 | 2-2  | 3-1     | –––– \| | 1-1     |
| Union Saint-Gilloise | 0-2  | 1-3     | 3-0     | –––– \| |

### Play-off II

#### Classifica
|  | Pos. | Squadra        | Pt | G | V | N | P | GF | GS | DR  |
|  | ---- | -------------- | -- | - | - | - | - | -- | -- | --- |
|  | 5.   | Gent           | 44 | 6 | 5 | 1 | 0 | 17 | 6  | +11 |
|  | 6.   | Cercle Bruges  | 36 | 6 | 3 | 2 | 1 | 13 | 9  | +4  |
|  | 7.   | Westerlo       | 30 | 6 | 1 | 1 | 4 | 10 | 15 | -5  |
|  | 8.   | Standard Liegi | 30 | 6 | 0 | 2 | 4 | 4  | 14 | -10 |

Legenda:
      Ammessa al 2º turno prel. di UEFA Europa Conference League 2023-2024
Regolamento:
Tre punti per la vittoria, uno per il pareggio, zero per la sconfitta.
La classifica viene stilata secondo i seguenti criteri:
- Punti conquistati
- Partite vinte
- Differenza reti generale
- Reti totali realizzate
- Reti realizzate fuori casa
- Partite vinte in trasferta
- Spareggio

#### Risultati
|               | CeB  | Gnt     | StL     | Wes     |
| ------------- | ---- | ------- | ------- | ------- |
| Cercle Bruges | –––– | 0-4     | 0-0     | 2-0     |
| Gent          | 2-2  | –––– \| | 3-1     | 3-1     |
| St. Liegi     | 0-4  | 1-2     | –––– \| | 2-2     |
| Westerlo      | 3-5  | 1-3     | 3-0     | –––– \| |

## Statistiche

### Squadre

#### Capoliste solitarie
|    | —— | ——      | ——      | —— | ——      | ——      | ——      | ——      | ——      | ——      | ——   | ——   | ——   | ——   | ——   | ——   | ——   | ——   | ——   | ——   | ——   | ——   | ——   | ——   | ——   | ——   | ——   | ——   | ——   | ——   | ——   | ——   | ——  | —— |  |
|    |    | Anversa | Anversa |    | Anversa | Anversa | Anversa | Anversa | Anversa | Anversa | Genk | Genk | Genk | Genk | Genk | Genk | Genk | Genk | Genk | Genk | Genk | Genk | Genk | Genk | Genk | Genk | Genk | Genk | Genk | Genk | Genk | Genk |     |    |  |
|    |    |         |         |    |         |         |         |         |         |         |      |      |      |      |      |      |      |      |      |      |      |      |      |      |      |      |      |      |      |      |      |      |     |    |  |
|    |    |         |         |    |         |         |         |         |         |         |      |      |      |      |      |      |      |      |      |      |      |      |      |      |      |      |      |      |      |      |      |      |     |    |  |
| 1ª | 2ª | 3ª      | 4ª      | 5ª | 6ª      | 7ª      | 8ª      | 9ª      | 10ª     | 11ª     | 12ª  | 13ª  | 14ª  | 15ª  | 16ª  | 17ª  | 18ª  | 19ª  | 20ª  | 21ª  | 22ª  | 23ª  | 24ª  | 25ª  | 26ª  | 27ª  | 28ª  | 29ª  | 30ª  | 31ª  | 32ª  | 33ª  | 34ª |    |  |

- L'interruzione del primato solitario dell'Anversa alla quinta giornata è in realtà solo virtuale e dovuto al rinvio del proprio incontro previsto per quella giornata contro l'Union Saint-Gilloise, che ha propiziato il raggiungimento in vetta del Racing Genk, contando però l'Anversa con una partita in meno. L'incontro è stato poi recuperato e vinto dall'Anversa a cavallo tra 6ª e 7ª giornata, segnando il ritorno ufficiale del club alla vetta solitaria.

### Individuali

#### Classifica marcatori finale stagione regolare
| Gol |  |  | Giocatore              | Squadra       |
| --- |  |  | ---------------------- | ------------- |
| 20  |  |  | Hugo Cuypers           | Gent          |
| 18  |  |  | Gianni Bruno           | Sint-Truiden  |
| 18  |  |  | Ayase Ueda             | Cercle Bruges |
| 16  |  |  | Paul Onuachu           | Genk          |
| 16  |  |  | Vincent Janssen        | Anversa       |
| 14  |  |  | Joseph Paintsil        | Genk          |
| 13  |  |  | Mario González         | Lovanio       |
| 13  |  |  | Ferran Jutglà          | Club Bruges   |
| 12  |  |  | Zinho Gano             | Zulte Waregem |
| 12  |  |  | Jón Dagur Þorsteinsson | OH Lovanio    |
| 11  |  |  | Marius                 | Seraing       |
| 10  |  |  | Simon Adingra          | USG           |
| 10  |  |  | Bryan Heynen           | Genk          |
| 10  |  |  | Hans Vanaken           | Club Bruges   |
| 10  |  |  | Dante Vanzeir          | USG           |

#### Classifica marcatori Fase play-off scudetto
| Gol |  |  | Giocatore         | Squadra     |
| --- |  |  | ----------------- | ----------- |
| 4   |  |  | Hans Vanaken      | Club Bruges |
| 3   |  |  | Mark McKenzie     | Genk        |
| 3   |  |  | Joseph Paintsil   | Genk        |
| 2   |  |  | Victor Boniface   | USG         |
| 2   |  |  | Toby Alderweireld | Anversa     |
| 2   |  |  | Christian Burgess | USG         |
| 2   |  |  | Vincent Janssen   | Anversa     |
| 2   |  |  | Gyrano Kerk       | Anversa     |
| 2   |  |  | Casper Nielsen    | Club Bruges |

#### Classifica marcatori Fase play-off Conference League
| Gol |  |  | Giocatore     | Squadra       |
| --- |  |  | ------------- | ------------- |
| 7   |  |  | Hugo Cuypers  | Gent          |
| 6   |  |  | Gift Orban    | Gent          |
| 5   |  |  | Nene Dorgeles | Westerloo     |
| 4   |  |  | Ayase Ueda    | Cercle Bruges |
| 2   |  |  | Thibo Somers  | Cercle Bruges |
| 2   |  |  | Kévin Denkey  | Cercle Bruges |